# Junta de Cardan
|  | Per a altres significats sobre Cardan, vegeu «Cardan (Gironda)». |

Junta cardan o Universal en moviment.

Una junta de cardan, junta cardan o junta universal, és un element mecànic que permet la transmissió de rotació entre dos arbres els eixos geomètrics del qual formen un angle no superior a 15º, fix o variable. En els vehicles de motor se sol utilitzar com a part de l'arbre de transmissió, que porta la força, partint del motor (situat a la part davantera del vehicle) cap a les rodes del darrere.

## Història

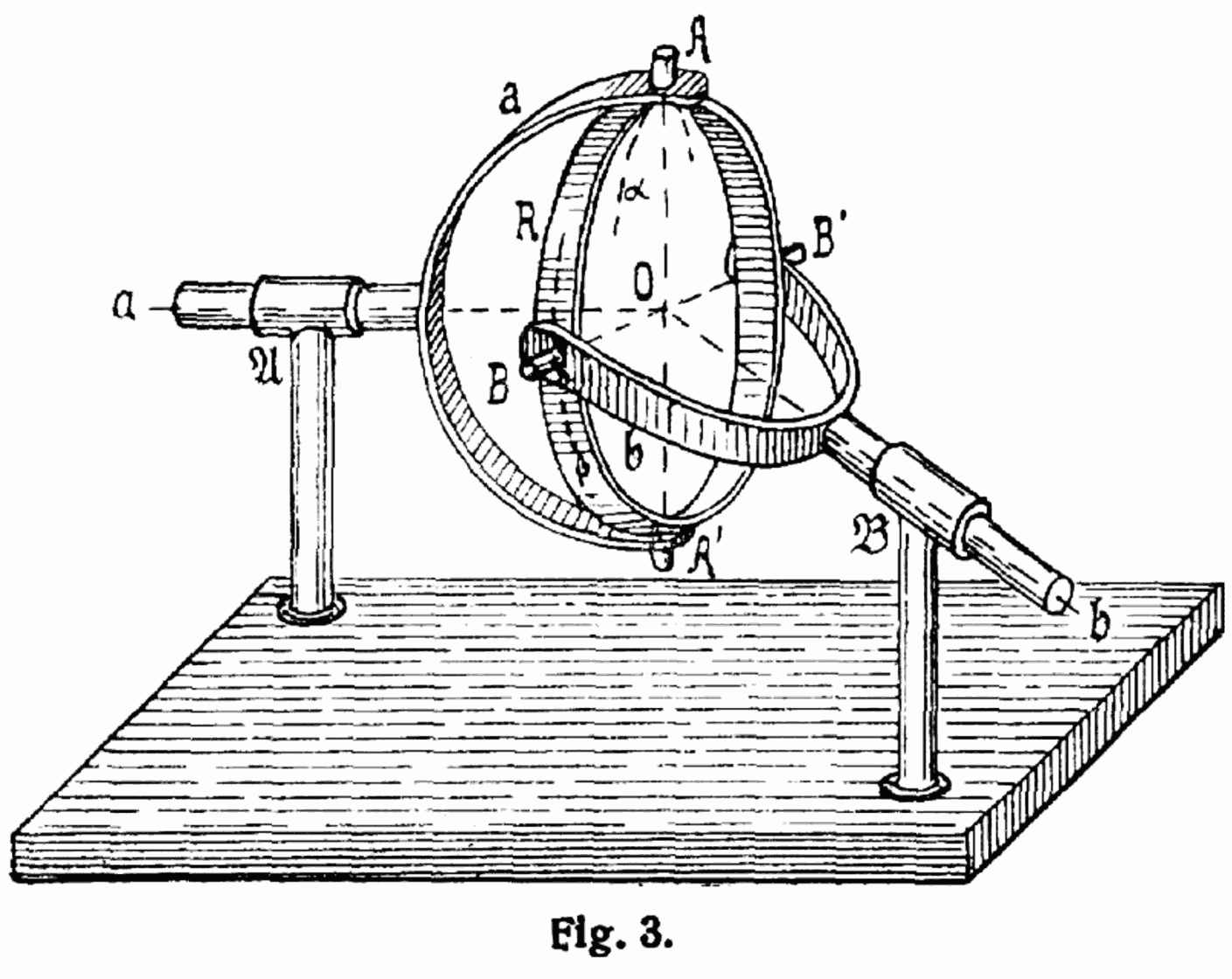
Dibuix històric

Aquesta mena de mecanisme és descrit per primera vegada per Girolamo Cardano en els anys 1550, quan va descriure un mecanisme per mantenir horitzontalment un recipient independent del moviment del vehicle en què viatgi (normalment un vaixell) conegut com la Suspensió de Cardamo.

## Funcionament

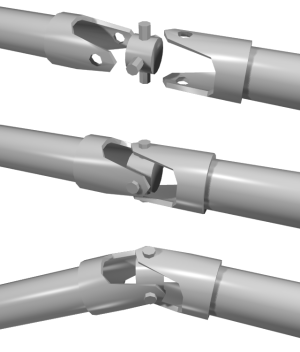
Junta cardan.

Es tracta de dues peces en forma de forca, unides per una creu que en els seus extrems porta uns coixinets d'agulles, que permeten de girar la creu respecte de la forca.
La junta cardan permet unir dos eixos que giren en un angle diferent un respecte de l'altre. El seu objectiu és transmetre el moviment de rotació d'un eix a l'altre tot i aquest angle. El principal problema que genera el cardan és que, per la seva configuració, l'eix al qual es transmet el moviment no gira a velocitat angular constant.
Com que quan hi ha variació de l'angle, hi acostuma a haver diferència de llargada de l'arbre, és molt important que aquest sigui telescòpic per a evitar tensions innecessàries en la junta. També quan l'angle no és gaire gran, se substitueix la creueta per un disc flexible a base de cautxú, i llavors rep el nom de junta elàstica o acoblament elàstic.

## Ús en vehicles
Element molt utilitzat en els «arbres de transmissió» de vehicles quan el motor és al davant i les rodes motrius són al darrere. En el cas de tracció davantera, es fa servir un conjunt de dues juntes cardan que formen una junta homocinètica.
En l'actualitat, la configuració més comuna en els automòbils és el motor davanter transversal amb tracció davantera. En aquesta configuració, així com en d'altres en què el motor se situa prop de les rodes motrius, no s'utilitza el cardan. En aquests casos la força es transmet típicament mitjançant semieixos i juntes homocinètiques.
La junta cardan és fàcilment observable en camions per la seva grandària, en què l'arbre de transmissió s'observa com una llarga peça de metall que gira sobre si mateixa quan el vehicle està en marxa. Està situada longitudinalment entre el motor i el tren posterior on estan muntades les rodes, podent observar una junta cardan típicament en l'acoblament amb el diferencial a la sortida de la caixa de canvis.